# Monjolo

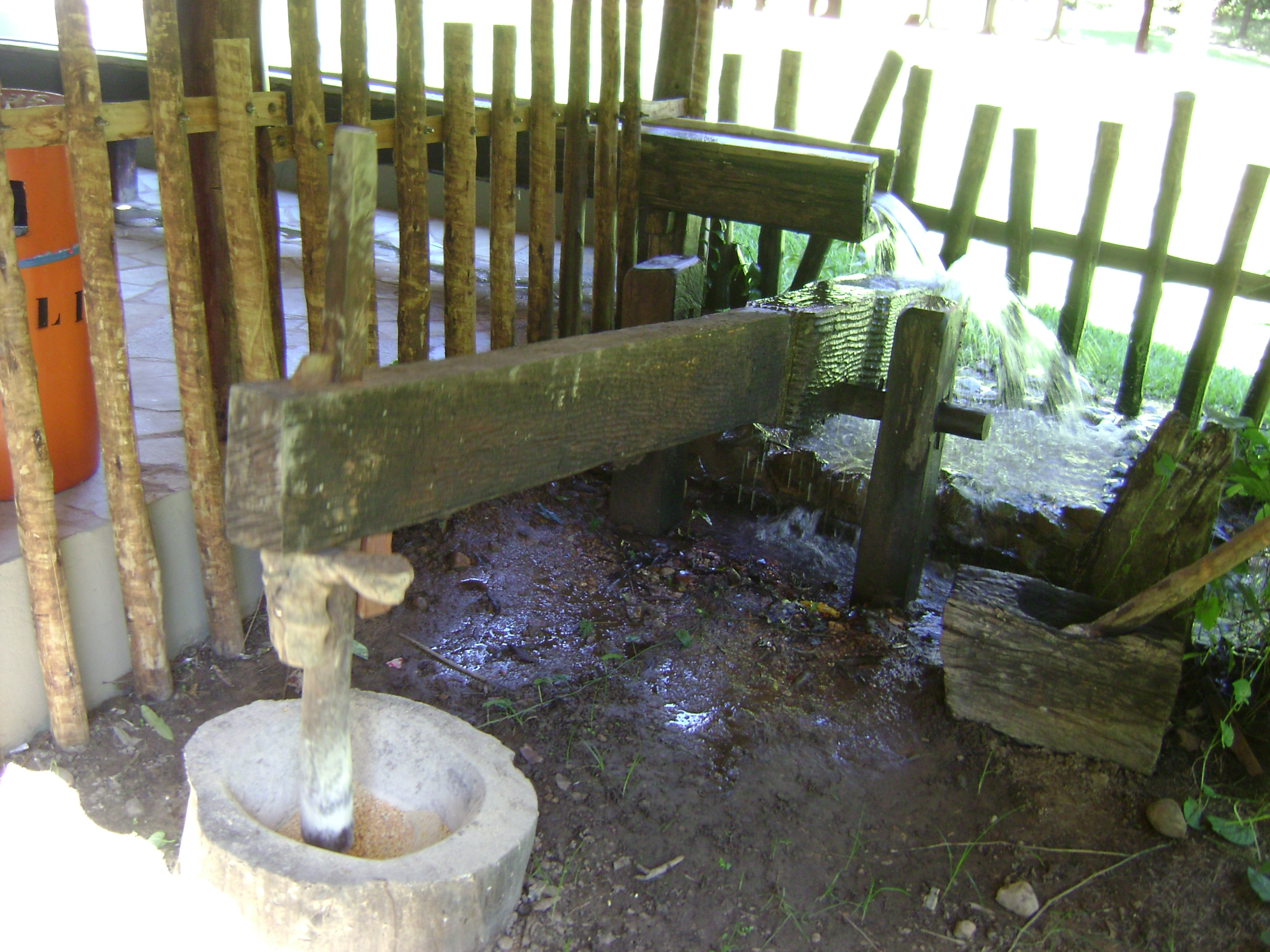
Un monjolo en Caldas Novas, Goiás

Un Monjolo es una máquina hidráulica primitiva, utilizada para el procesamiento y molienda de granos. Fue introducido en Brasil por los portugueses durante el período colonial.
Puede ser utilizado para descascarar y moler granos secos, resultando en una harina más gruesa.
Está formado por una viga de madera suspendida de forma que la parte que soporta un mazo de mortero es más larga que la otra, que termina en una depresión. Una canaleta llena la depresión de agua, levantando la viga. Cuando la depresión está llena, baja la viga y cuando se derrama el agua, la viga cae, causando que el otro extremo caiga sobre un mortero. Como tal, el monjolo es una herramienta importante para la facilitación agrícola.
Para el habitante del medio rural, es común buscar morar en las proximidades de un río o arroyo; un lugar donde haya agua. Si se es plantador de arroz o maíz, tendrá una de las más provechosas máquinas: el monjolo.